# Delta de Dirac

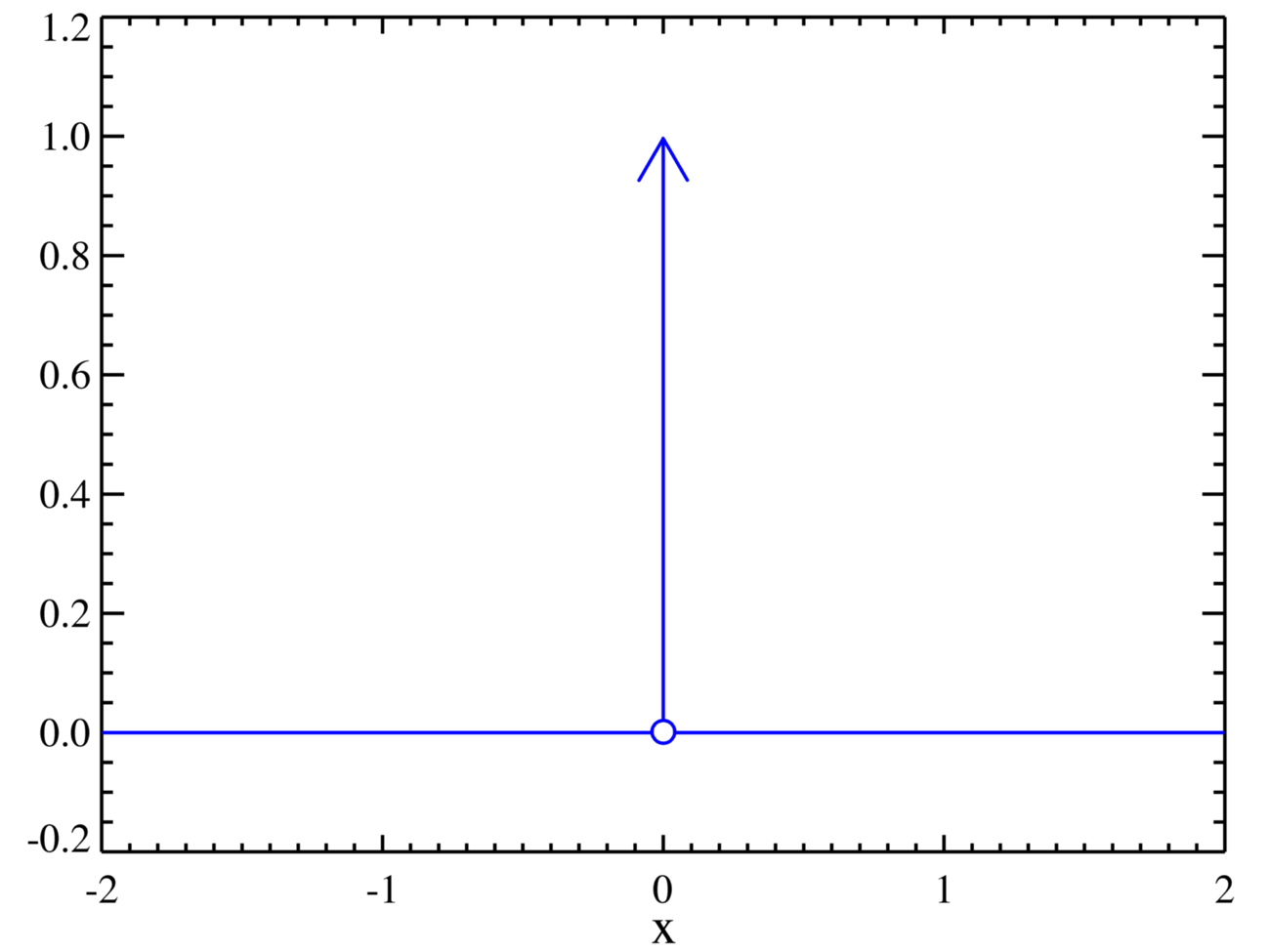
Diagrama esquemático de la función delta de Dirac.

La delta de Dirac o función delta de Dirac es una distribución o función generalizada introducida por primera vez por el físico británico Paul Dirac y, como distribución, define una función en forma de integral sobre un cierto espacio de funciones. Se escribe como:
{\displaystyle \delta _{a}(x)\equiv \delta (x-a)}
siendo {\displaystyle \delta (x)\,} la función que tiende a infinito cuando x=a y, para cualquier otro valor de x, es igual a 0.
En física, la delta de Dirac puede representar la distribución de densidad de una masa unidad concentrada en un punto a del eje horizontal. Esta función constituye una aproximación muy útil para funciones picudas y constituye el mismo tipo de abstracción matemática que una carga o masa puntual. En ocasiones se denomina también función de impulso. Además, la delta de Dirac permite definir la derivada generalizada de funciones discontinuas. Concretamente, se tiene la siguiente relación con la función escalón de Heaviside:
{\displaystyle \delta _{a}'(x)=\theta _{a}(x)\,}
Intuitivamente se puede imaginar la función {\displaystyle \delta (x)\,} como una función que tiene un valor infinito en x = 0; tiene un valor nulo en cualquier otro punto, de tal manera que su integral es uno.

## Definiciones
La delta de Dirac es una función generalizada que viene definida por la siguiente fórmula integral:
{\displaystyle \int _{-\infty }^{\infty }\delta (x-a)f(x)\,dx=f(a)\qquad \left[{\text{e.g.}}\int _{-\infty }^{\infty }\delta (x-a)\,dx=1\right]}
Donde f(x)= 1 (función constante)
La delta de Dirac no es una función estrictamente hablando, puesto que se puede ver que requeriría tomar valores infinitos. A veces, informalmente, se expresa la delta de Dirac como el límite de una sucesión de funciones que tiende a cero en todo punto del espacio excepto en un punto para el cual divergiría hacia infinito; de ahí la «expresión informal» como función definida a trozos:
{\displaystyle \delta (x)={\begin{cases}\infty ,&x=0\\0,&x\neq 0\end{cases}};}
Es frecuente que en física la delta de Dirac se use como una distribución de probabilidad idealizada; técnicamente, de hecho, es una distribución (en el sentido de Schwartz).
En términos del análisis dimensional, esta definición de {\displaystyle \delta (x)} implica que {\displaystyle \delta (x)} posee dimensiones recíprocas a dx.

### Definición como distribución de densidad
{\displaystyle \int _{a}^{b}f(x)\delta (x-x_{0})\,dx=\left\{{\begin{matrix}f(x_{0})&{\mbox{si }}a<x_{0}<b\\0&{\mbox{si }}x_{0}<a\ {\mbox{o}}\ x_{0}>b\end{matrix}}\right.}

### Definición como límite de sucesiones de funciones
La delta de Dirac se define como «límite distribucional» de una sucesión de funciones que convergen puntualmente a la función cero en todos los puntos de su dominio excepto uno. Se dice que una sucesión de funciones {\displaystyle f_{n}(x)} converge distribucionalmente cuando:
{\displaystyle \left[\lim _{n\to \infty }\int _{-\infty }^{\infty }f_{n}(x)\phi (x)dx\right]\to d(\phi )}
Donde {\displaystyle \phi } es una función perteneciente a un espacio vectorial de funciones, y d es un funcional continuo del espacio vectorial dual (el conjunto de esos elementos continuos es un subespacio vectorial del dual, conocido como espacio dual topológico del espacio original de funciones.
La delta de Dirac centrada se puede definir como el límite distribucional del funcional dado por {\displaystyle d(\phi )=\phi (0)}, es decir, el límite en el sentido de las distribuciones de una sucesión de funciones tales que: 
{\displaystyle \left[\lim _{n\to \infty }\int _{-\infty }^{\infty }f_{n}(x)\phi (x)dx\right]\to \phi (0)}
Algunos ejemplos posibles de sucesión de funciones que cumpla lo anterior son:
{\displaystyle {\begin{aligned}f_{n}(x)&={\begin{cases}n\quad \|x\|<{\frac {1}{2n}}\\0\quad \|x\|\geq {\frac {1}{2n}}\end{cases}}\\f_{n}(x)&={\frac {n}{\sqrt {\pi }}}e^{-n^{2}x^{2}}\\f_{n}(x)&={\frac {1}{\pi }}\left({\frac {n}{n^{2}x^{2}+1}}\right)\\f_{n}(x)&={\frac {\operatorname {sen} nx}{\pi x}}\end{aligned}}}

## Propiedades
Estas propiedades se pueden demostrar multiplicando ambos miembros de cada igualdad por una función {\displaystyle f(x)\,} e integrando teniendo en cuenta que la función delta no puede formar parte del resultado a menos que esté dentro de una integral.
- {\displaystyle \delta (x)=\delta (-x)\,\!}
- {\displaystyle f(x)\delta '(x)=-f'(x)\delta (x)\,\!} lo que implica que {\displaystyle x\delta '(x)=-\delta (x)\,\!}
- {\displaystyle \delta '(x)=-\delta '(-x)\,\!}
- {\displaystyle x^{n}\delta (x)=0\qquad \forall n>0,x\in \mathbb {R} \,\!}
- {\displaystyle (x-a)^{n}\delta (x-a)=0\qquad \forall n>0\,\!}
- {\displaystyle \delta (ax-b)=|a|^{-1}\delta (x-(b/a))\qquad \forall a\neq 0\,\!}
- {\displaystyle h(x)\delta (x-a)=h(a)\delta (x-a)\,\!}
- {\displaystyle h(x)\delta '(x-a)=h(a)\delta '(x-a)-h'(a)\delta (x-a)\,}
- {\displaystyle \delta (f(x))=\sum _{n}|f'(x_{n})|^{-1}\delta (x-x_{n}),\quad {\mbox{con}}\ f(x_{n})=0,\ f'(x_{n})\neq 0}
- {\displaystyle \delta \left(x^{2}-\alpha ^{2}\right)={\frac {1}{2|\alpha |}}{\Big [}\delta \left(x+\alpha \right)+\delta \left(x-\alpha \right){\Big ]}}
- {\displaystyle \delta (\omega )={\frac {1}{2\pi }}\int _{-\infty }^{+\infty }e^{i\omega t}dt}
- {\displaystyle \delta (x)} es de clase {\displaystyle C^{-2}(\mathbb {R} )}
- {\displaystyle a\in \mathbb {R} :\,\int h(x)\delta (x-a)dx=h(a)\ H(x-a)+\mathbf {C} } con {\displaystyle H(x)} la Función escalón de Heaviside y {\displaystyle \mathbf {C} } la constante de integración.
- {\displaystyle \int _{-\infty }^{\infty }\delta (x-a)\delta (x-b)\ dx=\delta (a-b)=\delta (b-a)\,\!}

En coordenadas esféricas se tiene:
{\displaystyle \delta (\mathbf {r} -\mathbf {r} _{0})={\begin{cases}\displaystyle {\frac {1}{r^{2}\operatorname {sen} \theta }}\delta (r-r_{0})\delta (\theta -\theta _{0})\delta (\phi -\phi _{0})&x_{0},y_{0},z_{0}\neq 0\\\displaystyle {\frac {1}{2\pi r^{2}\operatorname {sen} \theta }}\delta (r-r_{0})\delta (\theta -\theta _{0})&x_{0}=y_{0}=0,\ z_{0}\neq 0\\\displaystyle {\frac {1}{4\pi r^{2}}}\delta (r-r_{0})&x_{0}=y_{0}=z_{0}=0\end{cases}}}